# Cosmisoma batesi
Cosmisoma batesi är en skalbaggsart som beskrevs av Dmytro Zajciw 1962. Cosmisoma batesi ingår i släktet Cosmisoma och familjen långhorningar. Inga underarter finns listade i Catalogue of Life.